# FIA GT

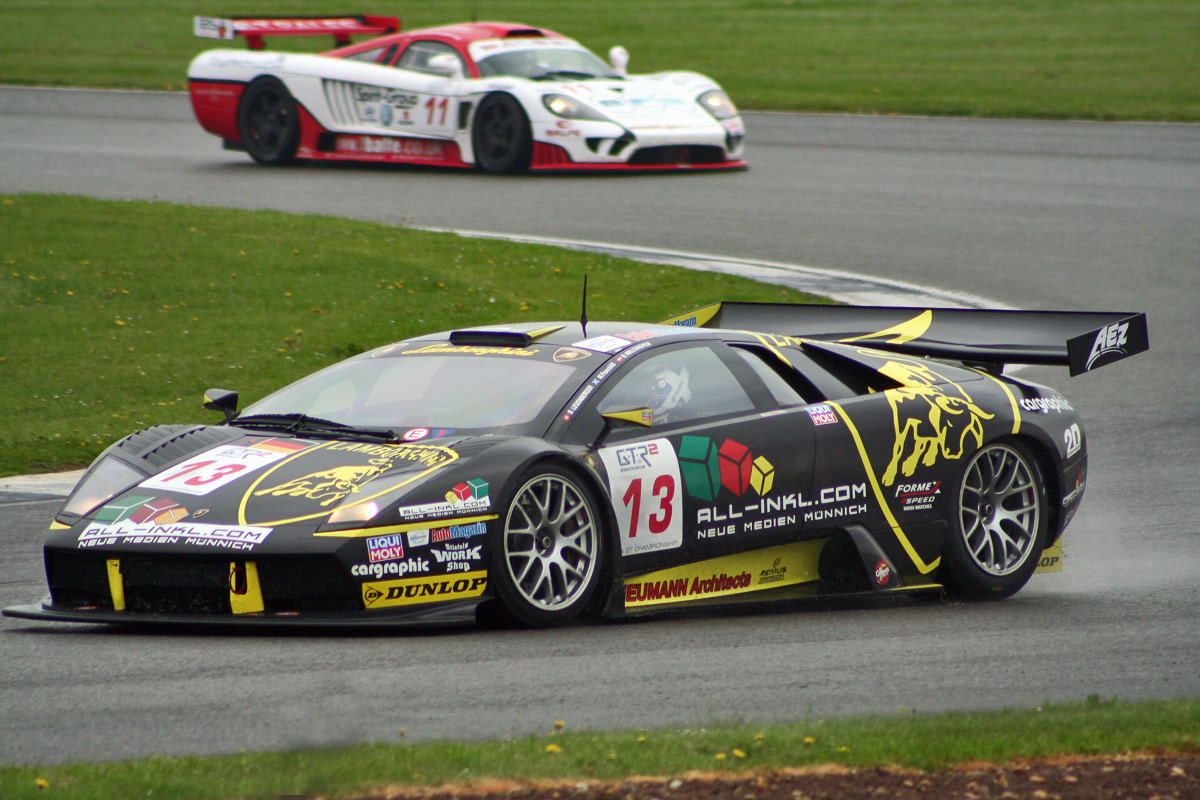
Гонки чемпіонату FIA GT

Чемпіонат FIA GT - гоночний чемпіонат автомобілів Гран-турізмо, проведений Організацією Стефана Ратель (SRO) під егідою ФІА. Гонки відбуваються з 1997 року, переважно в Європі, сумісно з виїзними стадіями, головним чином, в Азії. З 2010 року має статус чемпіонату світу.

## Історія
У 1997 році ФІА, у відповідь на зростання інтересу до перегонів GT з боку виробників, таких як Мерседес-Бенц, Порше, Паноз, взяла під свій контроль набираючу популярність Серію BPR Global GT, обмеживши довжину гонок в 500 км (замість колишніх 4-х годин), випустивши новий, більш ліберальний технічний регламент і передавши комерційні питання в руки одного із засновників BPR Global GT, Стефана Рателя, який отримав підтримку з боку європейського кабельного каналу Євроспорт. Нові виробники будували омологаційної партії в 25 машин, щоб в повній мірі користуватися новими правилами, допускають фактично спорт-прототипи. Chrysler, Lister і Marcos, що не бажали втягуватися в нову гонку витрат, перейшли в нижчий клас GT2. Це виявилося мудрим рішенням, бо Мерседес повністю домінував у старшій категорії, так що решта учасників після безперспективною дворічної боротьби із заводськими Mercedes-Benz CLK-GTR, покинули клас GT1, скасований в 1999 р залишилася молодшої категорії GT2 домінував Chrysler Viper, зрідка зустрічаючи конкуренцію з боку старіючих Porsche 993 GT2 і Lister Storm.
З тим щоб дати можливість участі для менш підготовлених пілотів була заснована категорія N-GT. Якщо в старшому класі було представлено кілька марок, то в молодшій виступали практично одні Ferrari і Porsche, однак експлуатаційні витрати були низькі і це приваблювало учасників. Для підвищення статусу чемпіонату SRO додала в календар гонку 24 години Спа, де колись брали участь кузовні машини. Також FIA заборонила участь заводських команд, хоча деякі команди користувалися у своїх виробників преференціями, особливо в стані команд Porsche.
Після 2004 року FIA змінила назви класів з GT і N-GT на GT1 і GT2 відповідно, а також кілька лібералізувала технічний регламент, допустивши центрально-моторні суперкари. Хоча це було зроблено з розрахунком на участь машин Saleen S7, але найбільшу вигоду отримав Maserati MC12, напів-прототип створений на базі Феррарі Енцо, так що FIA була змушена обмежити аеродинаміку цих машин. В результаті система вагових баластів більш-менш зрівняла учасників, зробивши боротьбу більш щільною і дозволяючи джентльмен-драйверам нав'язувати боротьбу більш досвідченим і професійним колегам, серед яких були і гонщики Ф1.